# Der nackte Kuß
Der nackte Kuß (Originaltitel: The Naked Kiss) ist ein in Schwarzweiß gedrehter US-amerikanischer Kriminalfilm und Neo-Noir von Samuel Fuller aus dem Jahr 1964.

## Handlung
Auf der Flucht vor ihrem ehemaligen Zuhälter, den sie in einem Streit niedergeschlagen hat, trifft die Prostituierte Kelly in dem kleinen Städtchen Grantville ein. Nach einem kurzen Stelldichein mit dem örtlichen Sheriff Griff fordert dieser sie auf, das beschauliche Grantville schleunigst wieder zu verlassen. Er empfiehlt ihr ein Bordell in einer nahegelegenen größeren Stadt jenseits der Staatsgrenze. Statt Griffs Aufforderung Folge zu leisten, entscheidet sie sich, ihren Lebensstil aufzugeben und in Grantville zu bleiben. Sie wird Krankenschwester in einem Krankenhaus für behinderte Kinder, aber Griff, der geläuterten Prostituierten nicht traut, versucht weiterhin, sie aus der Stadt zu vertreiben. 
Auf einer Party lernt Kelly Griffs guten Freund J. L. Grant kennen, den reichen Spross der Gründerfamilie von Grantville. Dieser verliebt sich in sie und selbst Kellys Eingeständnis ihrer Vergangenheit kann ihn nicht davon abhalten, ihr einen Heiratsantrag zu machen. Danach gelingt es Kelly endlich, Griff zu überzeugen, dass sie die Prostitution endgültig aufgegeben hat. Er erklärt sich einverstanden, bei der Hochzeit Trauzeuge zu spielen.
Kurz vor der geplanten Hochzeit überrascht Kelly Grant in seinem Anwesen beim Missbrauch eines kleinen Mädchens. Als er grinsend zum Ausdruck bringt, dass Kelly ihn trotzdem heiraten solle, weil sie beide als Perverse gut zueinander passen würden, erschlägt ihn Kelly mit einem Telefonhörer. Anschließend wartet sie neben der mit dem Brautkleid bedeckten Leiche auf ihre Festnahme. Im Untersuchungsgefängnis versucht Kelly während quälender Verhöre vergeblich, Griff von der Wahrheit über Grants Tod zu überzeugen. Völlig verzweifelt gelingt es ihr aber schließlich, Grants Opfer zu identifizieren. Aufgrund der Aussage des Mädchens wird sie freigelassen und verlässt die Stadt.

## Hintergrund
Der nackte Kuß startete am 28. Oktober 1964 in den Kinos der USA. In Deutschland kam er nicht in die Kinos, sondern wurde erstmals am 30. September 1982 im Fernsehen gezeigt.

## Kritik
„Weitgehend einfühlsamer und zurückhaltender Kriminalfilm mit melodramatischen Akzenten. Hervorragend: das sensible Spiel der Hauptdarstellerin.“